# Donnerberg (Stadtteil)
Donnerberg ist ein nordöstlicher Stadtteil von Stolberg (Rhld.) in der Städteregion Aachen mit rund 5.600 Einwohnern. Seinen Namen erhielt er von dem Donnerberg genannten Höhenrücken, der das Vichttal im Osten begrenzt und an seinem höchsten Punkt 287,3 m ü. NHN misst. Bis zur kommunalen Neugliederung 1972 war er der höchste Punkt Stolbergs.

## Geschichte

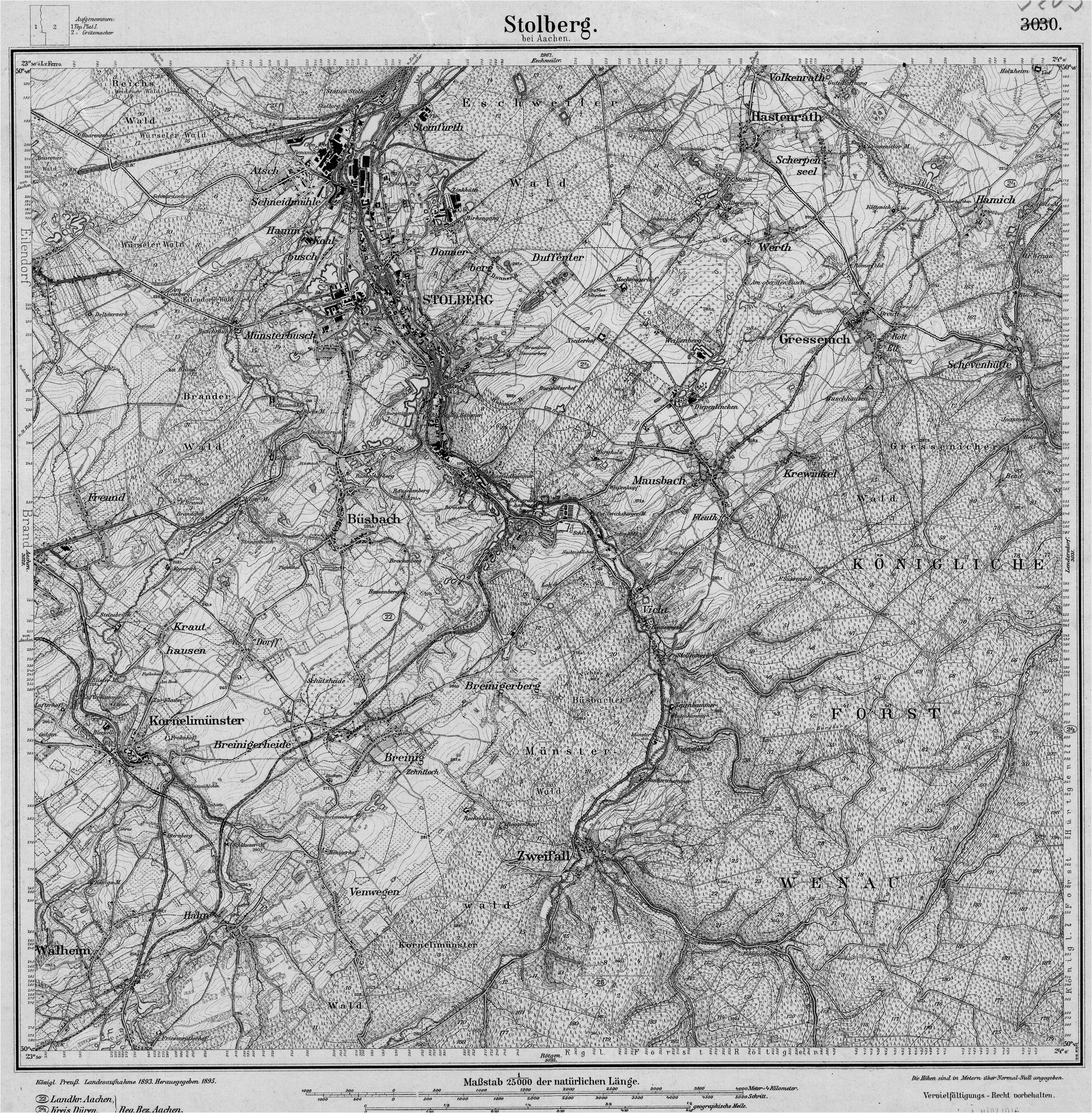
Stolberg/Donnerberg um 1900

Das Gebiet des heutigen Stadtteils gehörte spätestens seit dem 18. Jahrhundert zu Eschweiler. Bei der amtlichen Volkszählung am 1. Dezember 1905 war Donnerberg/Duffenter mit 1.471 Einwohnern neben Innenstadt/Röthgen, Bergrath, Röhe und Pumpe-Stich/Aue einer der fünf Stadtteile. Am 6. Oktober 1907 wurde der Neubau der Rektoratskirche St. Josef eingeweiht und am 22. Juli 1917 konsekriert. Bei der amtlichen Volkszählung am 1. Oktober 1910 war Donnerberg eine der sechs katholischen Pfarrgemeinden Eschweilers: hier lebten 1.473 Menschen (1.422 römisch-katholischer und 51 evangelischer Konfession). Da der Eschweiler Bürgermeister 1925 gegen die Einbeziehung der Donnerberger Pfarre St. Josef in das neu gegründete Dekanat Stolberg protestierte, kam sie erst nach der Eingemeindung des Stadtteils nach Stolberg am 1. Januar 1935 hinzu.
Im Zweiten Weltkrieg wurde Donnerberg stark zerstört. Die Kirche St. Josef musste nach dem Krieg neu errichtet werden, erst am 26. Juli 1953 wurde dazu der Grundstein gelegt. Konsekriert wurde die neue Kirche dann am 20. Januar 1954. Flüchtlinge und Vertriebene begannen Ende der 1940er Jahre mit dem Bau der Donnerberger Siedlung.

## Einrichtungen

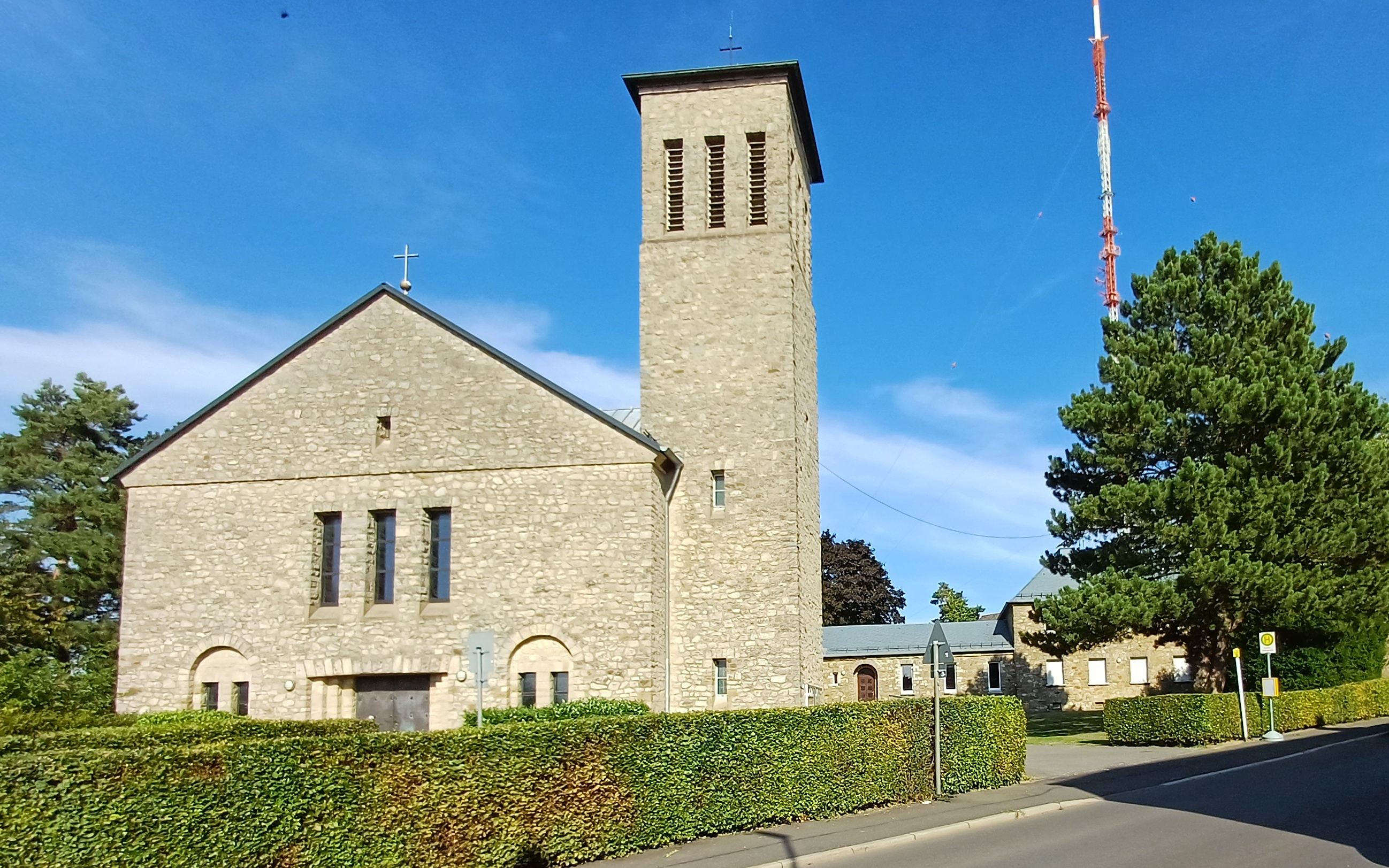
Pfarrkirche St. Josef, dahinter der Sendemast des Sender Aachen-Stolberg

Der Westdeutsche Rundfunk WDR betreibt auf einer großen Freifläche neben der Kirche seit 1951 den Sender Aachen-Stolberg. Eine Sendeanlage für MW, die heute UKW und Fernsehen ausstrahlt. 1993 wurde der Sendemast durch einen 231 m hohen, abgespannten Stahlfachwerkmast mit einem Querschnitt von 176 cm ersetzt.
Auf der Höhenstraße, der Hauptstraße des Ortes, befinden sich ein Kindergarten und eine Grundschule. Die Pfarre betreibt einen Dritte Welt-Laden. Am Trockenen Weiher liegt eine Reitanlage und es gibt einen Fußballplatz am Birkengang. Unmittelbar hinter der nordöstlichen Stadtgrenze beginnt der Eschweiler Stadtwald, im Nordwesten liegt die Donnerberg-Kaserne.

## Verkehr
Die AVV-Buslinien 12, 48 und 72 der ASEAG verbinden Donnerberg mit Stolberg-Mitte, Eschweiler und Aachen.
| Linie | Verlauf |
| ----- | --- |
| 12    | Campus Melaten – Hörn – Muffet – Elisenbrunnen – Aachen Bushof – Kaiserplatz – Josefskirche – Kennedypark – Geschwister-Scholl-Gymnasium – Eilendorf – Münsterbusch – Zinkhütter Hof – Stolberg Mühlener Bf (– Birkengang – Am Sender – Donnerberg Höhenstraße) |
| 48    | Stolberg Mühlener Bf – Birkengang – Donnerberg – Donnerberg Kaserne – Eschweiler Stadtwald – Waldsiedlung – Pumpe-Stich – Eschweiler Hbf – Röthgen – Odilienstraße – Krankenhaus – Eschweiler Bushof – Vöckelsberg                                              |
| 72    | Stolberg Mühlener Bf – Stolberg Altstadt – (Donnerberg Rosenweg –) Am Sender – Donnerberg Höhenstraße |

## Vereine
- Karnevalsverein De Wenkbülle (= Die Windbeutel) Donnerberg e. V. 1952
- Männer-Gesang-Verein der Siedlergemeinschaft Donnerberg 1967 eV
- Trompetenbläser Donnerberg
- St. Michael-Schützenbruderschaft 1881 Donnerberg
- TSV Donnerberg e. V. (Fußballverein)
- Kulturverein City Starlightse. V.